# Sulzdorf an der Lederhecke
Sulzdorf an der Lederhecke è un comune tedesco di 1 241 abitanti, situato nel land della Baviera.